# Vukšić
Vukšić je naseljeno mjesto u Ravnim kotarima, u sjevernom dijelu Dalmacije. Administrativno pripada Benkovcu u Zadarskoj županiji, Republika Hrvatska.

## Upravna organizacija
Upravnom organizacijom dijelom je Grada Benkovca.

## Stanovništvo
| broj stanovnika | 336   | 474   | 285   | 311   | 285   | 457   | 555   | 521   | 712   | 767   | 859   | 866   | 734   | 810   | 462   | 513   | 488   |
|                 | 1857. | 1869. | 1880. | 1890. | 1900. | 1910. | 1921. | 1931. | 1948. | 1953. | 1961. | 1971. | 1981. | 1991. | 2001. | 2011. | 2021. |

## Prometna povezanost
Od Autoceste A1 (Zagreb – Split), odnosno Naplatne postaje Pirovac (Čista Mala) naselje je udaljeno oko 10 km, od grada Benkovca oko 15 km, a od grada Šibenika, kojemu ekonomski gravitira, oko 30 km.

## Crkva svete Kate
Crkva sv. Kate podignuta je 1987. godine nedaleko stare crkvice sv. Kate u Vukšiću. Do temelja je srušena u Domovinskom ratu. Na njezinim je temeljima 2005. godine podignuta nova crkva sa zvonikom.

## Znamenitosti
- Crkva sv. Mihovila Arkanđela
- Crkva sv. Kate

## Poznate osobe
- Paško Romac, narodni heroj
- Dario Nakić, ministar